# Jacqueline Cako
Jacqueline Cako (nació, 6 de diciembre de 1991) es una tenista estadounidense.
Su mejor clasificación en la WTA fue la número 172 del mundo, que llegó el 16 de octubre de 2017. En dobles alcanzó número 92 del mundo, que llegó el 13 de noviembre de 2017. Hasta la fecha, ha ganado dos individuales y once títulos de dobles en el ITF tour.

## Títulos WTA 125s
| Leyenda  | Individuales | Dobles |
| -------- | ------------ | ------ |
| WTA 125s | 0            | 0      |

### Dobles (0)

#### Finalista (1)
| N.º | Fecha               | Torneos   | Superficie | Pareja        | Oponentes          | Resultado |
| --- | ------------------- | --------- | ---------- | ------------- | ------------------ | --------- |
| 1.  | 23 de abril de 2017 | Zhengzhou | Dura       | Julia Glushko | Han Xinyun Zhu Lin | 5-7, 1-6  |